# Jan van Aken

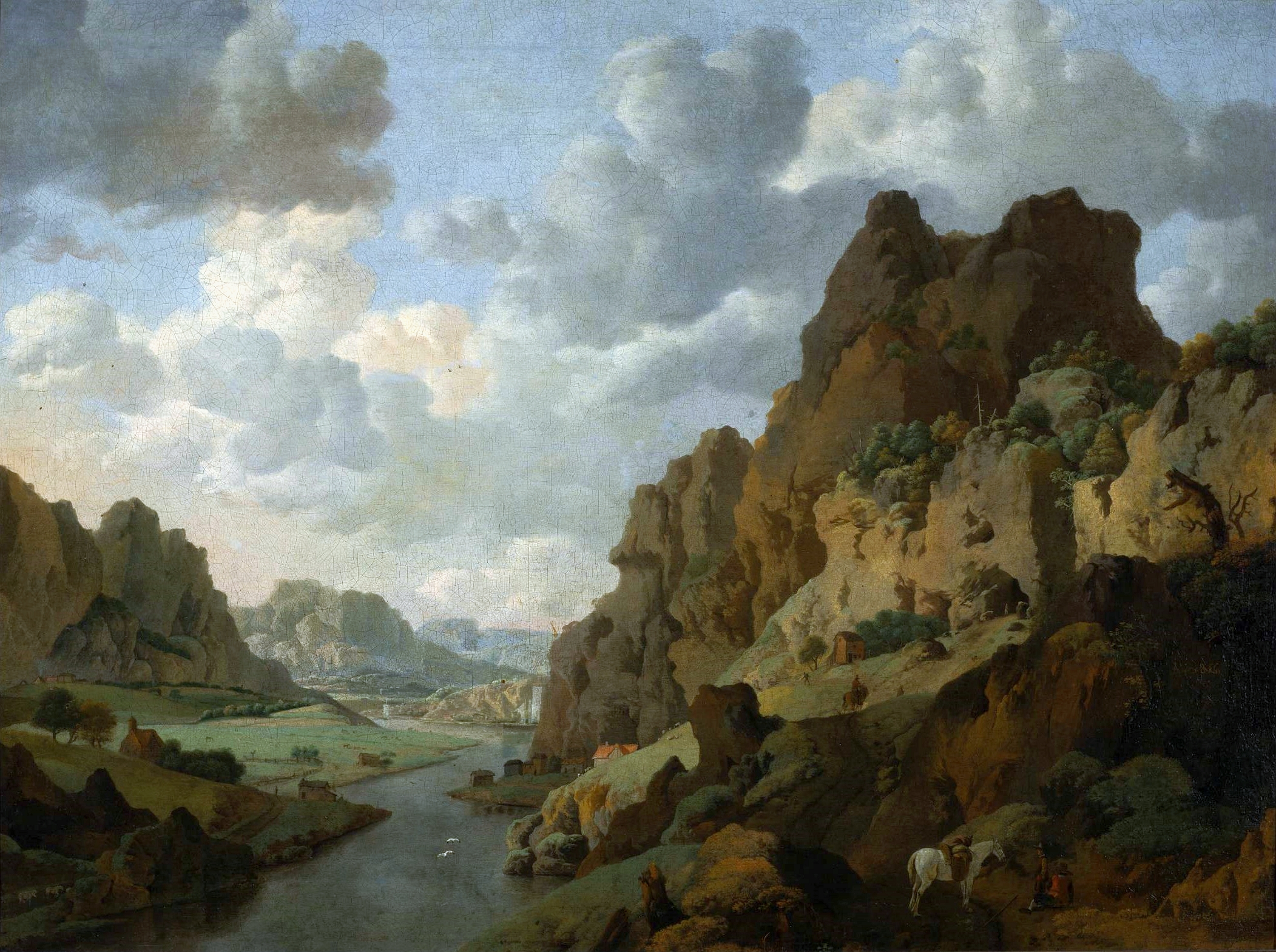
Paesaggio montuoso (1650 circa)

Jan van Aken (Amsterdam, 1614 – Amsterdam, 1661) è stato un pittore e incisore olandese del secolo d'oro.

## Biografia

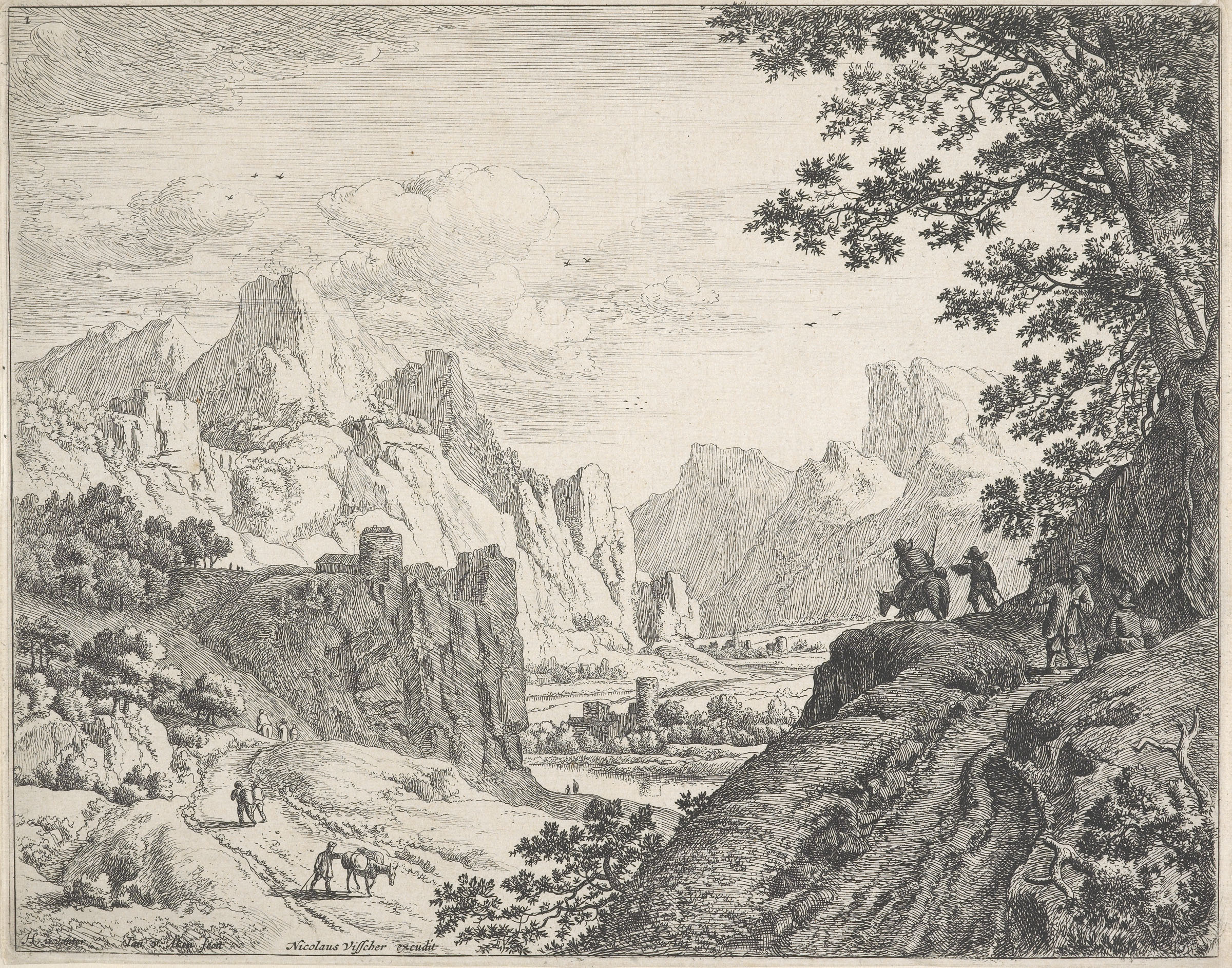
Veduta del Reno

Si dedicò soprattutto alla pittura di paesaggi e animali e realizzò acqueforti di vedute del Reno.
Sono giunte fino a noi 21 incisioni di quest'autore, eseguite in uno stile simile a quello di Herman Saftleven, di cui van Aken fu forse un allievo. Eseguì anche incisioni da proprie opere.
Quest'autore non è citato dai biografi della scuola olandese di pittura, come Arnold Houbraken: abbiamo perciò poche notizie riguardanti la sua vita.  Esiste comunque un suo ritratto, inciso da Jacobus Lutma nel 1653, che compare in un frontespizio per un gruppo di 12 disegni con la didascalia In hac tabella qui pingitur. Johannes ab Aken; qui pingit Paulus Vianensis; uterque arte celeberrimus e con a margine la scritta Johannes Lutma de oude inv. - Jacobus Lutma fecit et excudit.

## Opere

### Incisioni
- Set di 10 paesaggi, incisioni, 9,9 x 14,2 cm[4], firmato J.van Aken fecit[2]
- Gruppo di 6 stampe ritraenti cavalli, sulla prima è indicato in alto J.V.Aken fecit. in basso Clement de Jonge excudit[2]
- Paesaggio montuoso con figure, firmato J.V. Aken inve. et fecit[2]
- Gruppo di 4 paesaggi romantici, vedute del Reno, da Herman Saftleven, con indicato H.S.L.inventor e J.V.Aken fecit[2]

### Dipinti
- Esteso paesaggio montuoso con uomini a cavallo su una strada, olio su pannello, 20,5 x 29,5 cm, firmato[5]